# مجموعة لاهاي
مجموعة لاهاي هي تسع دول أعلنت في 31 يناير 2025، عن تأسيس «مجموعة لاهاي» بهدف إنهاء الاحتلال الإسرائيلي لأراضي فلسطين في الضفة الغربية وغزة ودعم حق الفلسطينيين في تقرير المصير، بالإضافة إلى تنسيق الجهود للتصدي لانتهاكات إسرائيل للقانون الدولي. جاء هذا الإعلان خلال مؤتمر عُقد في مدينة لاهاي بهولندا، حيث أعرب ممثلو الدول التسع - جنوب أفريقيا، ماليزيا، كولومبيا، بوليفيا، كوبا، هندوراس، ناميبيا، السنغال، وجزر بليز - عن رفضهم للصمت إزاء الجرائم التي ترتكبها إسرائيل.
تعتبر المبادرة استثنائية وغير مسبوقة، حيث يتشكل تحالف دولي لأول مرة يعلن بوضوح عن عزمه محاسبة إسرائيل على الجرائم التي ترتكبها. وأشار إلى أن هذه الدول، التي تُعتبر جزءًا من دول الجنوب العالمي، وضعت برنامجًا محددًا وفقًا لإمكاناتها لتحقيق هدفين رئيسيين: دعم الشعب الفلسطيني وحقه في إقامة دولته، وملاحقة إسرائيل في المحاكم الدولية.
وفقًا للبيان المشترك الذي تلي خلال المؤتمر، أعلنت هذه الدول عزمها على دعم المحكمة الجنائية الدولية بشأن أوامر الاعتقال التي أصدرتها بحق رئيس الوزراء الإسرائيلي بنيامين نتنياهو ووزير دفاعه السابق يوآف غالانت على خلفية حرب الإبادة في غزة. كما تم الاتفاق على منع توفير أو نقل الأسلحة والذخائر والمعدات ذات الصلة إلى إسرائيل في جميع الحالات التي يوجد فيها خطر واضح لاستخدام هذه الأسلحة في ارتكاب أو تسهيل انتهاكات القانون الدولي الإنساني أو الإبادة الجماعية. أعلنت الدول التسع عن منع رسو السفن التي تُستخدم لنقل الأسلحة أو الوقود العسكري إلى إسرائيل في أي ميناء من موانئها.

## البيان التأسيسي
1. دعم قرارات المحاكم الدولية، ولا سيما المحكمة الجنائية الدولية ومحكمة العدل الدولية، والعمل على تنفيذها.
2. حظر نقل الأسلحة والمعدات العسكرية إلى إسرائيل، لمنع استخدامها في ارتكاب جرائم حرب أو انتهاكات لحقوق الإنسان.
3. منع رسو السفن التي تحمل أسلحة أو وقودًا عسكريًا لإسرائيل في موانئ الدول الأعضاء.
4. اتخاذ تدابير إضافية لإنهاء الاحتلال الإسرائيلي وإزالة العقبات التي تعيق حق الفلسطينيين في إقامة دولتهم المستقلة.
5. دعوة جميع الدول للانضمام إلى المجموعة واتخاذ الإجراءات الضرورية لإنهاء الاحتلال الإسرائيلي.[4][5]%

دعت المجموعة المجتمع الدولي إلى دعم النظام الدولي القائم على العدالة والقانون الدولي لضمان السلام والتعاون بين الدول.
```
لم تشارك أي 
دولة عربية
 في تأسيسها. هذا الغياب يثير تساؤلات مشروعة حول موقف 
الدول العربية
 من 
القضية الفلسطينية
 وجهودها المبذولة لتحقيق السلام والاستقرار في المنطقة.
```